# السلام الملكي الأردني
 السلام الملكي الأردني  تم تبني السلام الملكي الحالي عام 1946، كتب كلماته الشاعر عبد المنعم الرفاعي، وألّف موسيقاه عبد القادر التنير.

## الكلمات
عاش المليك

عاش المليك

سامياً مقامهُ

خافقاتٍ في المعالي أعلامهُ

نحن أحرزنا المُنى

يوم أحييت لنا

نهضة تحفزنا

تتسامى فوق هامِ الشُهُبِ

يا مليك العَربِ

لك من خير نبي

شرفٌ في النسبِ

حدثت عنه بُطون الكتبِ

الشباب الأمجدُ

جُندكَ المُجندُ

عزمهُ لا يخمدُ

فيه من معناك رمز الدأبِ

يا مليك العربِ

لك من خير نبي

شرف في النسب

حدثت عنه بطون الكتب

دُمت نوراً وهدى

في البرايا سيدا

هانئا ممجدا

تحت أعلامك مجد العرب

يا مليك العرب

لك من خير نبي

شرف في النسب

حدثت عنه بُطون الكتب